# Le Mystère du lac (mini-série)
Ne doit pas être confondu avec Le Tueur du lac.
Pour la bande dessinée, voir Le Mystère du lac.
Production
Diffusion
Le Mystère du lac est une série télévisée franco-belge créée par Bruno Dega et Jeanne Le Guillou, réalisée par Jérôme Cornuau et diffusée en Belgique à partir du 1er septembre 2015 sur La Une et en France à partir du 3 septembre 2015 sur TF1.
La série est une coproduction d'Elephant Story, d'AT-Production et de la RTBF (télévision belge).

## Synopsis
Le commandant Lise Stocker de la brigade criminelle revient dans sa ville natale sur les rives du lac de Sainte-Croix pour s'occuper de sa mère atteinte de la maladie d'Alzheimer. Une adolescente prénommée Chloé disparaît après une fête locale. L'enquête sur cette récente disparition ravive celle d'il y a quinze ans concernant deux autres jeunes filles disparues, Ana Létizi et Marion Douchère, qui étaient les meilleures amies de Lise. Des zones d'ombres apparaissent. L'homme condamné à l'époque, Rémi Bouchard, sort de prison, et il apparaît qu'il était peut-être innocent. Lise (bien que mise à pied par l'administration) va enquêter avec la gendarmerie, pour découvrir la vérité, ce qui la conduira à soupçonner de nombreuses personnes dans la petite ville, y compris ses propres parents.

## Distribution
- Barbara Schulz : Lise Stocker
- Lannick Gautry : Clovis Bouvier, commandant de gendarmerie
- Marie-Anne Chazel : Marianne Stocker, mère de Lise
- Armelle Deutsch : Karine Delval
- Cyril Lecomte : Hervé Delval
- Vincent Deniard : Remi Bouchard
- Claire Borotra : Patricia Mazaud, maire de la ville
- Arié Elmaleh : Thomas Mézières
- Laurent Bateau : Nicolas Mazaud
- Émilie Caen : Valérie Fournont
- Philippe Duquesne : Serge Joufroy, capitaine de gendarmerie
- Jackie Berroyer : Pierre Létizi
- Charlie Joirkin : Chloé Delval
- Innès Sanna : Fleur Delval
- Ludivine Manca : Rachel
- Juliette Chêne : Ingrid
- Kleofina Pnishi (en) : Marion Douchère, amie de Lise, disparue 15 ans auparavant
- Manon Guidoni : Ana Létizi, amie de Lise, disparue 15 ans auparavant
- Christine Cardeur : Cécile Létizi
- Théo Vincent : Hugo Létizi
- Rémi Pedevilla : Fred Stocker, père de Lise, adjudant de gendarmerie
- Malik Elakehal El Miliani : Kader
- Anaïs Fabre : Sandra, sergent-chef de gendarmerie
- Manuel Diaz : Bilal

## Production

### Genèse et développement
La série est une coproduction d'Elephant Story, d'AT-Production et de la RTBF (télévision belge),,, réalisée avec la participation de TF1, HDI et de la Radio télévision suisse (RTS) ainsi que le soutien du Bureau du Cinéma de la Ville de Marseille et de la région Provence-Alpes-Côte d'Azur en partenariat avec le Centre national du cinéma et de l'image animée (CNC). 
La série s'appelait au départ Les Disparus du lac, mais la production a été obligée de changer de nom à cause de la série de France 2 Disparue.

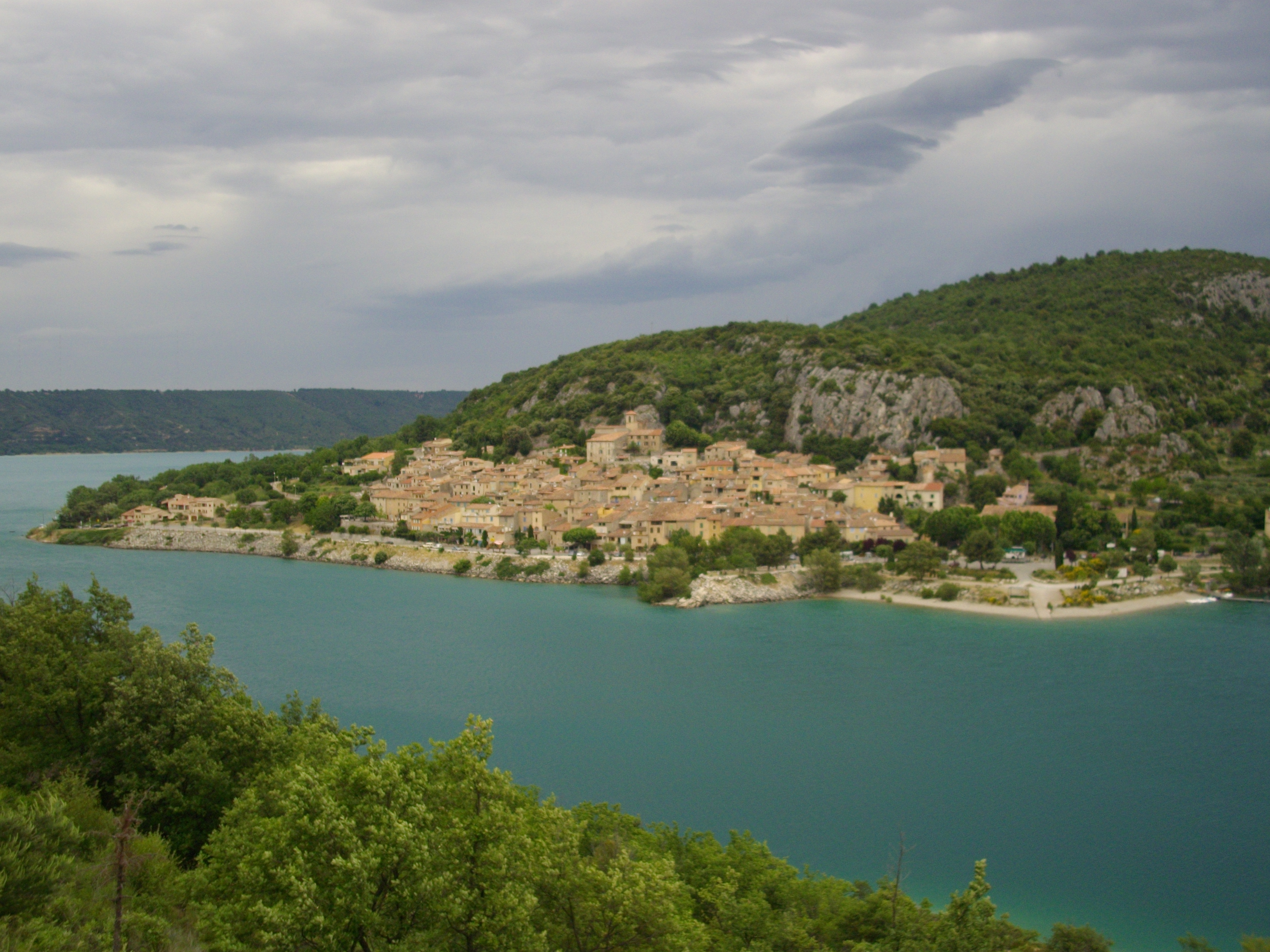
Le village de Bauduen, l'un des lieux de tournage de la série.

### Tournage
Le tournage a eu lieu dans le parc naturel régional du Verdon, à Bauduen, Aiguines, Fuveau, Esparron-de-Verdon, Saint-Julien-le-Montagnier, Peynier, Les Salles-sur-Verdon, Gardanne (au lycée agricole de Valabre), Marseille (notamment au grand port maritime), et à la Maison méditerranéenne des sciences de l'homme (Aix-en-Provence).

### Musique
Le titre du générique est Bang Bang interprété par Stéphanie Lapointe, d'après les paroles de la chanson de Sheila Bang Bang de 1966, version française de Bang Bang (My Baby Shot Me Down) de Cher, également en 1966.

### Fiche technique
- Titre : Le Mystère du lac
- Réalisation : Jérôme Cornuau
- Scénario : Bruno Dega et Jeanne Le Guillou
- Consultante sur la caractérisation des personnages : Violaine Bellet
- Image : Stéphane Cami
- Son : Pierre Gauthier
- Montage : Quentin Boulay et Vincent Zuffranieri
- Musique : Gast Waltzing
- Production : Guillaume Renouil
- Sociétés de production : Elephant Story, AT-Production et RTBF[1],[2]
- Pays :  France /  Belgique
- Langue : français
- Format : couleurs - 35 mm
- Durée : 312 minutes (6 × 52 min)
- Dates de première diffusion :
  - Belgique : 1er septembre 2015[2]
  - France : 3 septembre 2015 sur TF1[2]

## Audience

### En France
En France, la série est diffusée les jeudis vers 21 h 0 sur TF1 par salve de deux épisodes du 3 au 17 septembre 2015.
| Épisode              | Diffusion               | Diffusion            | Audience moyenne          | Audience moyenne                       | Audience moyenne         | Audience moyenne | Réf.  |
| Épisode              | Jour                    | Horaire              | Nombre de téléspectateurs | Part de marché (sur les 4 ans et plus) | Part de marché (FRDA-50) | Classement       | Réf.  |
| -------------------- | ----------------------- | -------------------- | ------------------------- | -------------------------------------- | ------------------------ | ---------------- | ----- |
| 1                    | Jeudi 3 septembre 2015  | 21 h 00 - 22 h 00    | 7 040 000                 | 29,7 %                                 |                          | 1er              | [ 5 ] |
| 2                    | Jeudi 3 septembre 2015  | 22 h 00 - 23 h 00    | 6 350 000                 | 30,9 %                                 |                          | 1er              | [ 5 ] |
| 3                    | Jeudi 10 septembre 2015 | 21 h 00 - 22 h 00    | 6 470 000                 | 27,1 %                                 |                          | 1er              | [ 6 ] |
| 4                    | Jeudi 10 septembre 2015 | 22 h 00 - 23 h 00    | 5 840 000                 | 27,7 %                                 |                          | 1er              | [ 6 ] |
| 5                    | Jeudi 17 septembre 2015 | 21 h 00 - 22 h 00    | 6 540 000                 | 25,9 %                                 |                          | 1er              | [ 7 ] |
| 6                    | Jeudi 17 septembre 2015 | 22 h 00 - 23 h 00    | 6 100 000                 | 26,9 %                                 |                          | 1er              | [ 7 ] |
|                      |                         |                      |                           |                                        |                          |                  |       |
| Moyenne de la saison | Moyenne de la saison    | Moyenne de la saison | 6 390 000                 | 28 %                                   |                          |                  |       |

## Suites
- En 2017 une suite est diffusée, Le Tueur du lac, avec Julie de Bona en remplacement de Barbara Schulz.
- En 2020, Julie de Bona et Lannick Gautry reprennent leur rôle dans Peur sur le lac.